# Gut Isselhorst

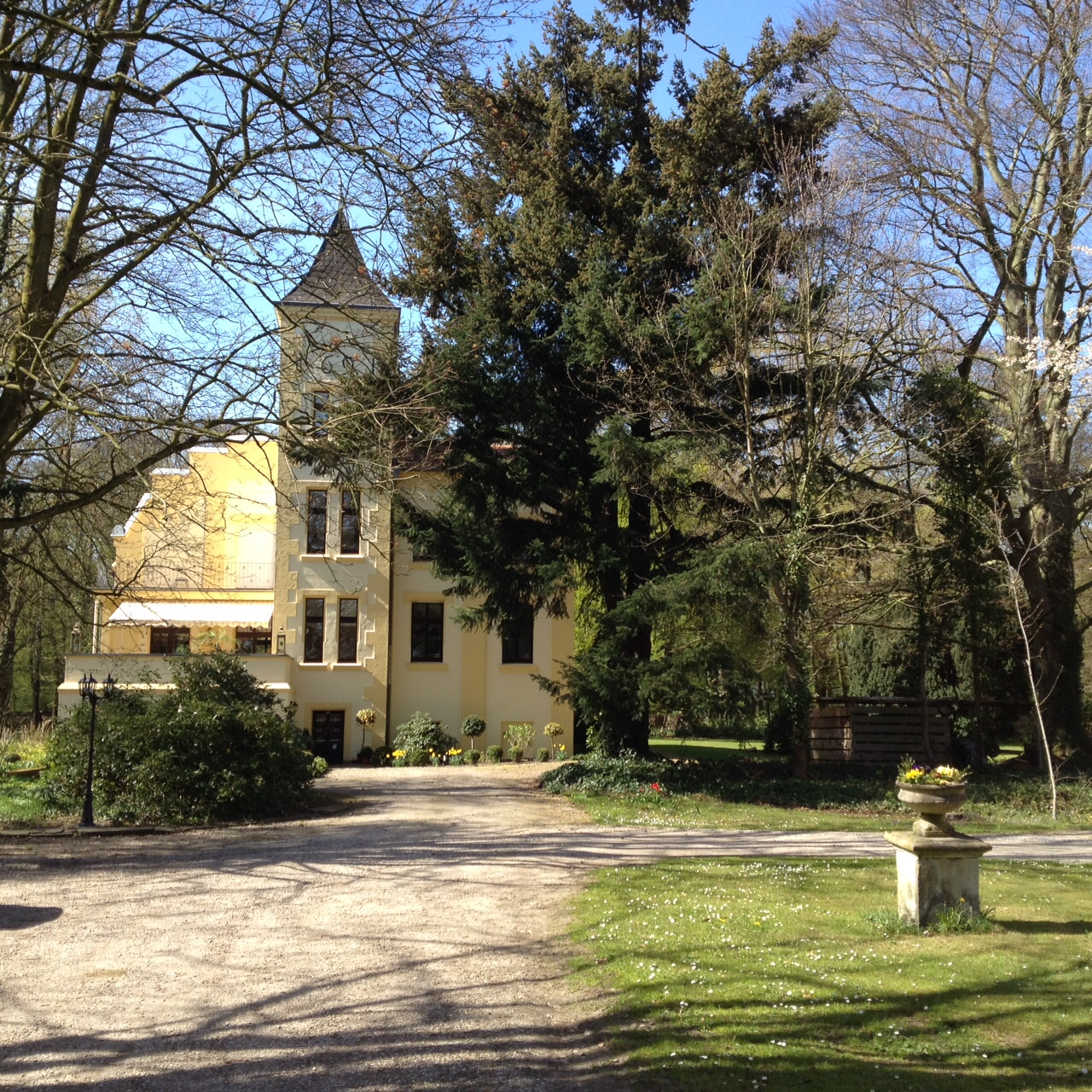
Gut Isselhorst

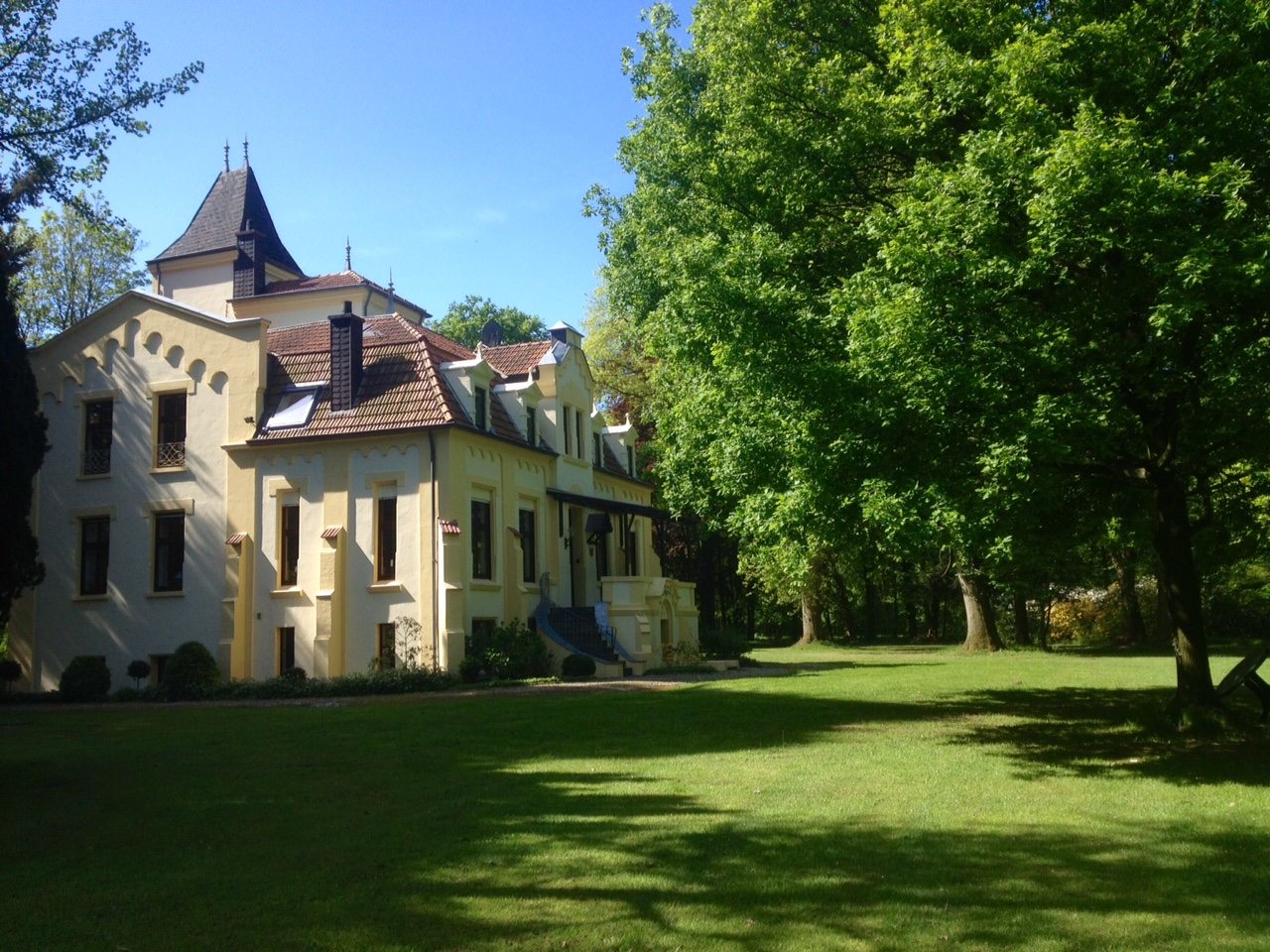
Haupteingang

Gut Isselhorst, ein historischer Herrensitz von 1691, liegt inmitten einer ausgedehnten Natur- und Kulturlandschaft in Weseler Ortsteil Obrighoven nahe  der Issel, die wenige Kilometer entfernt entspringt. Es ist von einer doppelten Grabenanlage umgeben.
In einem offenen, dem englischen Landschaftspark nachempfundenen Gelände, liegt das historische Haupthaus aus dem Jahr 1691 mit seinem vierstöckigen schlanken Turm, der durch seine Maueranker das Baujahr verrät. 1897 wurde das Haupthaus durch einen Anbau in historistischen Formen erweitert. Die geschwungene Freitreppe an der nordwestlichen  Rückseite verweist noch auf die alte Zufahrt über eine dreifache Brückenanlage.
Die Gebäude sind umgeben von altem Baumbestand mit mehreren Naturdenkmälern, darunter Esskastanien, Linden, Buchen, Ginkgos, Eichen, Platanen und Tulpenbäumen. Erwähnenswert ist eine Bepflanzung mit alten, bis zu 5 Meter hohen Rhododendren und Azaleen.
Getrennt durch einen innenliegenden Graben schließt sich ein Obstbongert mit einer alten Streuobstwiese an. 
Im Kreuzpunkt der Parzellen steht eine Remise, umgeben von jahrhundertealten Esskastanien. Auf der anderen Seite des Wirtschaftsweges, der die Gesamtfläche teilt, befinden sich ein Wäldchen und eine landwirtschaftlich genutzte Fläche.
In unmittelbarer Nähe zum Gut Isselhorst liegt die Bärenschleuse, durch die im Verteidigungsfall das Wasser der Issel durch den Isselkanal nach Wesel geleitet werden konnte, um den Graben der Festungsanlage zu fluten. 
Möglicherweise besteht ein Zusammenhang zwischen der Bärenschleuse und der Errichtung von Gut Isselhorst. Leider mangelt es an historischen Aufzeichnungen, um Licht ins Dunkel der Geschichte zu bringen.